# Luis Aguiar
Luis Bernardo Aguiar Burgos (José Enrique Rodó, Soriano, 17 de noviembre de 1985) es un ex futbolista uruguayo. Jugaba como mediocentro ofensivo y su último equipo fue Oriental de la Segunda División de Uruguay. Es hermano del exfutbolista Carlos Aguiar.

## Trayectoria
Su primer club fue el Liverpool de Montevideo, institución con la que debutó en Primera División en el año 2003. En 2006 fue cedido a la Universidad de Concepción de Chile, para ser luego fichado por el Porto, que lo daría a préstamo al Estrela Amadora, el Académica, el Sporting Braga de Portugal, hasta pasar al Dinamo Moscú de Rusia. Después de jugar nuevamente con el Sporting Braga a préstamo, fue cedido a Peñarol para la segunda parte de la temporada 2010-11, en la cual alcanzó la final de la Copa Libertadores 2011 con el equipo mirasol, anotando dos goles en el torneo, uno a Godoy Cruz y otro a Liga de Quito, ambos en fase de grupos.
Tras finalizar el torneo fue fichado por el Sporting de Lisboa pero tras diversas lesiones se interrumpió su contrato con el luso por un año en mutuo acuerdo. Habiéndose dedicado la segunda mitad del 2011 a recuperarse, volvió luego a Peñarol para la primera mitad del 2012, para luego pasar a San Lorenzo, de Argentina. Permaneció en el cuadro de Boedo hasta fines de marzo de 2013, cuando fue separado del plantel por el entrenador del equipo, Juan Antonio Pizzi. En noviembre del 2014 ficha en condición de libre con el Vitória de la Serie A de Brasil.
El día jueves 29 de enero de 2015 ficha por Peñarol, llegó como segundo refuerzo del conjunto Mirasol, Aguiar tendría su cuarto pasaje con la camiseta aurinegra, con un contrato por 1 año y medio, hasta el 30 de junio de 2016, quedándose Peñarol con el 50% de los derechos económicos del jugador. Con Peñarol obtuvo el Campeonato Uruguayo 2015-16 en donde convirtió 5 goles.
Jugó en Alianza Lima en el año 2017, Su primer gol con el cuadro blanquiazul lo hizo frente al clásico rival Universitario de Deportes por la fecha 2 del Torneo de Verano 2017. Se coronó campeón con la escuadra de Pablo Bengoechea.
En 2018 firma por Nacional de Montevideo, donde no llegó a tener una participación tan destacada. 

## Selección nacional
Ha sido internacional con la selección uruguaya sub-20 en 12 ocasiones entre 2004 y 2006.

## Clubes y estadísticas
| Club                            | País      | Año         | Part. | Goles | Asist. | Prom. |
| ------------------------------- | --------- | ----------- | ----- | ----- | ------ | ----- |
| Liverpool                       | Uruguay   | 2003 - 2005 | 63    | 13    | ?      | 0.21  |
| Universidad Concepción (cedido) | Chile     | 2006        | 27    | 9     | ?      | 0.33  |
| Liverpool                       | Uruguay   | 2007        | 14    | 2     | ?      | 0.15  |
| FC Oporto                       | Portugal  | 2007 - 2008 | 0     | 0     | 0      | 0     |
| Estrela Amadora (cedido)        | Portugal  | 2007        | 8     | 0     | 0      | 0     |
| Académica Coimbra (cedido)      | Portugal  | 2008        | 12    | 1     | 5      | 0.08  |
| Sporting Braga                  | Portugal  | 2008 - 2009 | 44    | 11    | 9      | 0.25  |
| Dinamo Moscú                    | Rusia     | 2009        | 16    | 2     | 1      | 0.13  |
| Sporting Braga                  | Portugal  | 2010        | 37    | 5     | 7      | 0.14  |
| Peñarol (cedido)                | Uruguay   | 2011        | 24    | 4     | 4      | 0.17  |
| Sporting de Lisboa              | Portugal  | 2011        | 0     | 0     | 0      | 0,00  |
| Peñarol (cedido)                | Uruguay   | 2012        | 20    | 6     | 7      | 0.3   |
| San Lorenzo                     | Argentina | 2012 - 2013 | 14    | 3     | 0      | 0.21  |
| Peñarol                         | Uruguay   | 2013 - 2014 | 33    | 10    | 8      | 0.3   |
| Vitória                         | Brasil    | 2014        | 12    | 0     | 1      | 0     |
| Peñarol                         | Uruguay   | 2015 - 2016 | 41    | 11    | 9      | 0.27  |
| Sporting Braga                  | Portugal  | 2016        | 1     | 0     | 0      | 0     |
| Alianza Lima                    | Perú      | 2017        | 41    | 15    | 9      | 0.38  |
| Nacional                        | Uruguay   | 2018        | 28    | 5     | 8      | 0.18  |
| Plaza Colonia                   | Uruguay   | 2019        | 7     | 1     | 0      | 0.14  |
| San Martín de Tucumán           | Argentina | 2019        | 8     | 1     | ?      | 0.13  |
| Alianza Lima                    | Perú      | 2020        | 8     | 0     | 1      | 0.00  |
| Juventud de Las Piedras         | Uruguay   | 2020 - 2021 | 31    | 12    | 6      | 0.39  |
| Deportivo Maldonado             | Uruguay   | 2022        | 8     | 1     | 0      | 0.12  |
| Oriental                        | Uruguay   | 2023        | 18    | 2     | 2      | 0.11  |

## Palmarés

### Títulos nacionales
| Título                    | Equipo       | País    | Año     |
| ------------------------- | ------------ | ------- | ------- |
| Campeonato Uruguayo       | Peñarol      | Uruguay | 2015-16 |
| Primera División del Perú | Alianza Lima | Perú    | 2017    |

### Torneos cortos
| Título            | Club         | País    | Año  |
| ----------------- | ------------ | ------- | ---- |
| Torneo Clausura   | Peñarol      | Uruguay | 2015 |
| Torneo Apertura   | Peñarol      | Uruguay | 2015 |
| Torneo Apertura   | Alianza Lima | Perú    | 2017 |
| Torneo Clausura   | Alianza Lima | Perú    | 2017 |
| Torneo Apertura   | Nacional     | Uruguay | 2018 |
| Torneo Intermedio | Nacional     | Uruguay | 2018 |

### Distinciones individuales
| Distinción                                                                 | Año  |
| -------------------------------------------------------------------------- | ---- |
| Mejor jugador del mes de junio del Campeonato Uruguayo de Primera División | 2018 |